# Аль-Вакид, Абдуллах
Абдулла́ а́ль-Ваки́д а́ш-Шахрани́ (араб. عبد الله الواكد الشهراني‎, англ. Abdullah al-Waked ash-Shahrani, 29 сентября 1975, Саудовская Аравия) — саудовский футболист, полузащитник. Выступал за сборную Саудовской Аравии. Участник чемпионата мира 2002 года.

## Карьера

### Клубная
С 1998 года выступал за «Аль-Шабаб» из Эр-Рияда, завоевав за время выступлений в нём вместе с командой Кубок наследного принца Саудовской Аравии, Кубка обладателей кубков Азии, Арабский кубок чемпионов и Арабский суперкубок, также в 2001 году участвовал вместе с командой в финальном матче Суперкубка Азии, в котором, однако, «Аль-Шабаб» проиграл. С 2002 года выступал на правах аренды за «Аль-Ахли» из Джидды, после чего, в 2003 году, перешёл в другой клуб из Джидды «Аль-Иттихад», в котором играл до 2007 года, став за это время вместе с командой, впервые в своей карьере чемпионом Саудовской Аравии и дважды победителем Лиги чемпионов АФК, во 2-й раз в карьере обладателем Кубка наследного принца Саудовской Аравии и победителем Арабской лиги чемпионов. В 2007 году перешёл в «Аль-Наср» из Эр-Рияда, в котором играет по сей день, и в составе которого стал в 2008 году, впервые в карьере, обладателем Кубка принца Фейсала.

### В сборной
В составе главной национальной сборной Саудовской Аравии выступал с 1999 по 2004 год, сыграв за это время 47 матчей и забив 4 мяча в ворота соперников. Участник чемпионата мира 2002 года, на котором сыграл в основном составе в 2-х матчах: против сборной Германии и сборной Камеруна. Вместе с командой доходил до финала Кубка Азии в 2000 году, а также становился обладателем Кубка арабских наций и дважды Кубка наций Персидского залива.

## Достижения

### Командные
Финалист Кубка Азии: (1)
- 2000

Обладатель Кубка арабских наций: (1)
- 2002

Обладатель Кубка наций Персидского залива: (2)
- 2002, 2003

Чемпион Саудовской Аравии: (1)
- 2006/07

Обладатель Кубка наследного принца Саудовской Аравии: (2)
- 1998/99, 2003/04

Обладатель Кубка принца Фейсала: (1)
- 2007/08

Победитель Лиги чемпионов АФК: (2)
- 2004, 2005

Обладатель Кубка обладателей кубков Азии: (1)
- 2001

Обладатель Арабского кубка чемпионов: (1)
- 1999

Победитель Арабской лиги чемпионов: (1)
- 2004/05

Обладатель Арабского суперкубка: (1)
- 2000

Финалист Суперкубка Азии: (1)
- 2001